# Celosia spathulifolia
Celosia spathulifolia är en amarantväxtart som beskrevs av Adolf Engler. Celosia spathulifolia ingår i släktet celosior, och familjen amarantväxter. Inga underarter finns listade i Catalogue of Life.